# Fase fenologica
In biologia, la fase fenologica è uno stadio specifico del ciclo vitale di un organismo vivente identificato da uno status morfologico, fisiologico, funzionale e comportamentale indotto dalla mutazione stagionale delle condizioni ambientali, in particolare quelle climatiche.

## Ambiti applicativi
Il concetto di fase fenologica è l'oggetto di studio centrale della fenologia nell'ambito di tutti i settori delle scienze naturali fondamentali e applicate che mettono in relazione il ciclo ontogenetico degli organismi con il ciclo stagionale. In particolare, il concetto trova ampio riscontro nell'ambito dell'ecologia, della botanica, dell'etologia e dell'agronomia e, in ambito tecnologico, nel settore dell'agricoltura, della selvicoltura, del giardinaggio, della fitoiatria.
A prescindere dalle interazioni che intercorrono fra ogni specie vivente e le mutazioni ambientali stagionali, il concetto di fase fenologica si applica in particolare agli organismi pecilotermi, in quanto la variazione della temperatura è il fattore climatico di maggiore rilevanza nell'interdipendenza fra ciclo ontogenetico e ciclo stagionale nelle regioni temperate e subartiche. In molti organismi esiste anche una risposta alla variazione stagionale del fotoperiodo, tuttavia lo studio del fotoperiodismo degli organismi è generalmente svincolato dal concetto di fase fenologica.

## Agronomia e agricoltura
L'agricoltura, sotto l'aspetto sociologico e tecnologico, e l'agronomia, sotto l'aspetto scientifico, sono gli ambiti applicativi dove il concetto di fase fenologica trova maggior riscontro, fino a condizionare, nella tradizionale società rurale, la stessa scansione temporale. L'etimologia dei nomi di alcuni mesi, ad esempio nel calendario rivoluzionario francese o, più in generale, in diversi dialetti in uso nelle popolazioni rurali, fa riferimento ad una fase fenologica di una delle principali colture agrarie o di una pianta spontanea tipica della regione, ad un evento strettamente associato ad essa. Nell'immaginario collettivo, la relazione tra fase fenologica e scansione temporale si manifesta nelle associazioni allegoriche o nelle attinenze che identificano alcuni mesi o le stagioni. Ad esempio, in molte popolazioni europee, l'autunno si associa alla vendemmia, alla raccolta delle castagne, alla semina del grano, alla perdita delle foglie delle piante decidue, l'inverno al riposo vegetativo, la primavera al risveglio vegetativo, alla fioritura, alla fienagione, l'estate alla maturazione e alla mietitura del grano.
Da un punto di vista tecnico o scientifico, l'identificazione di una fase fenologica è di particolare importanza in quanto ad essa si associano particolari esigenze fisiologiche (es. nutrizione idrica e minerale, induzione fiorale). La fisiologia del vegetale ha una complessa base ormonale e nutrizionale sulla quale incidono fattori endogeni, di natura genetica, ed esogeni di natura ambientale. Fra questi hanno un ruolo primario i fattori climatici, in particolare la temperatura e, in misura minore e in casi specifici, il fotoperiodo, i fattori pedologici, i fattori biologici di tipo relazionale (ad esempio l'induzione di processi fisiologici indotta da parassiti specifici). Il fattore antropico, rappresentato dalla tecnica colturale, interviene più o meno direttamente sui fattori endogeni e, in misura più evidente, sull'interdipendenza tra fisiologia vegetale e ambiente esterno, regolando la risposta fisiologica e funzionale della pianta agli stimoli ambientali.
Ogni specie vegetale è caratterizzato da una propria fenologia che può evidenziarne la specificità, tuttavia possono essere individuate delle fasi fenologiche generiche per gruppi omogenei per vari criteri (filogenesi, adattamento, affinità, ecc.).

### Fenologia dei cereali autunno-vernini
I cereali autunno-vernini (frumento, orzo, avena, segale, triticale) sono piante erbacee annuali il cui ciclo fenologico si inquadra nell'ambito di un'annata agraria che intercorre, nelle basse e medie latitudini, dall'autunno all'inizio dell'estate. A latitudini più alte il ciclo inizia più precocemente, a inizio autunno, e si conclude in piena estate, con un prolungamento della stasi vegetativa invernale, ma dove le condizioni ambientali diventano proibitive a causa degli inverni rigidi, il ciclo diventa primaverile estivo, con semina a fine inverno e raccolta in piena estate. Queste sono le fasi fenologiche:
- Germinazione - Consiste nell'attivazione dei processi fisiologici che portano all'accrescimento della plantula e alla fuoriuscita della radichetta embrionale e dell'ipocotile. Questa fase è influenzata prevalentemente dallo stato di umidità del terreno, dal quale dipende l'umettamento della cariosside e l'imbibizione. Le esigenze termiche sono modeste in quanto questi cereali germinano anche a basse temperature, purché superiori a 0 °C.
- Emergenza - È la fase successiva alla germinazione e consiste nella fuoriuscita del coleoptile dal terreno.
- Accestimento - È la fase fondamentale dello stadio foglioso dei cereali autunno-vernini e si verifica nel periodo invernale durante l'apparente stasi vegetativa della coltura. In questa fase il culmo subisce delle ramificazioni in corrispondenza dei nodi basali, con emissione di culmi e radici secondarie. Con l'accestimento viene compensata l'eventuale riduzione della densità di semina fino ad arrivare ad un investimento ottimale, in quanto ogni culmo si comporta come una singola pianta. Un accestimento di modesta entità può comportare una bassa resa in caso di semina rada, un eccessivo accestimento comporta invece una scalarità di maturazione. L'accestimento è influenzato dalla disponibilità di azoto, da cui dipende, in sostanza, il numero di spighe fertili per unità di superficie. Un buon stato nutrizionale in questa fase influisce inoltre sul numero di spighette per spiga. Durante lo stadio foglioso, le piante hanno modeste esigenze termiche e sono in grado di sopportare anche apprezzabili abbassamenti della temperatura in quanto i culmi si accrescono sono per moltiplicazione cellulare e restano al livello del terreno protetti dalle guaine fogliari. Le alte temperature sono incompatibili con l'accestimento.
- Levata - È la fase che prelude allo stadio riproduttivo e si verifica all'inizio della primavera, con il sopraggiungere di temperature più miti. I culmi si accrescono per distensione degli internodi e conseguente fuoriuscita dalle guaine fogliari. Nelle prime fasi della levata le piante possono sopportare l'allettamento reagendo con la ginocchiatura, ovvero una crescita differenziale in corrispondenza dei nodi basali che permette il ripiegamento verso l'alto del culmo allettato.
- Spigatura - Coincide con lo stadio riproduttivo e si verifica in piena primavera. A questo punto le esigenze termiche hanno un ruolo determinante e le piante sono sensibili agli abbassamenti termici, che possono influenzare negativamente l'impollinazione. La spigatura inizia con la fase di botticella, durante la quale la guaina dell'ultima foglia ("foglia a bandiera") si presenta rigonfia per la presenza della spiga ormai sviluppata. Al termine della spigatura si verifica la fioritura, con l'emissione degli stami e degli stimmi dalle glumette. L'impollinazione è prevalentemente cleistogama, pertanto i cereali autunno-vernini sono specie fondamentalmente autogame.
- Riempimento della cariosside - Si svolge nella tarda primavera e consiste nell'accrescimento lineare delle cariossidi seguito dall'accrescimento ponderale per accumulo delle sostanze nutritive. Il flusso di nutritivi verso le cariossidi è garantito prevalentemente dall'attività fotosintetica della foglia a bandiera. Eventuali attacchi di ruggine a carico della foglia a bandiera provoca gravi danni per abbassamento della resa, a prescindere dalla resa in spighe e spighette fertili. Gravi effetti negativi hanno anche gli abbassamenti termici, che deprimono la fotosintesi, la siccità e la stretta. Nel corso di questa fase si svolge la lignificazione dei culmi e il progressivo disseccamento delle foglie a partire da quelle basali.
- Maturazione - Si svolge dalla fine della primavera fino al momento della raccolta, all'inizio dell'estate o, secondo la latitudine, in piena estate. In questa fase si ha il progressivo disseccamento dell'intera pianta e la perdita d'acqua dalla granella, con il caratteristico viraggio di colore dal verde al giallo. La maturazione si svolge con una successione di fasi individuate dalla consistenza dell'endosperma della cariosside: umida e lattiginosa (maturazione lattea), cerosa (maturazione cerosa), vitrea o farinosa (maturazione di morte). La maturazione fisiologica si colloca fra lo stadio ceroso e quello di morte.

L'epoca di raccolta dipende dal tipo di utilizzo del cereale:
- Affienamento - l'epoca ottimale si colloca in corrispondenza della spigatura, fase in cui si raggiunge il miglior rapporto tra qualità e quantità di biomassa. Una raccolta più precoce penalizza la quantità a causa della scarsa resa in biomassa, una raccolta più tardiva penalizza la qualità del fieno a causa dell'eccessiva lignificazione dei culmi e della traslocazione delle sostanze nutritive verso le spighe.
- Insilamento - l'epoca ottimale si colloca in corrispondenza della maturazione cerosa, fase in cui si raggiunge la maggiore resa in unità foraggere.
- Granella - l'epoca ottimale si colloca in corrispondenza della maturazione di morte. Una raccolta più precoce, in corrispondenza della maturazione fisiologica, incide negativamente sulla conservabilità della granella a causa dell'umidità elevata.